# Слампская волость
Слампская волость (латыш. Slampes pagasts)— одна из территориальных единиц Тукумского края Латвии. Граничит с Дегольской, Джукстской, Лестенской волостями своего края, Смардской волостью Энгурского края, Валгундской волостью Елгавского края, Салской волостью Бабитского края и городом Юрмала.
Крупнейшими населёнными пунктами волости являются: Слампе (волостной центр), Озолниеки, Правини, Спиргус, Звайгзнес, Векселе, Спрости.

## Географическое положение
Волость расположена на Земгальской равнине. По её территории протекают реки Слампе, Джуксте, Вашлея, Вершупите, Скудрупите, Стирнупите.

## История
На территории волости ранее находились два поместья: Слампе и Викселе, если принимать во внимание сегодняшние административные границы, то к ним следует добавить ещё Правиньское и Спиргуское поместья. В своё время здесь работали три ветряные и одна водяная мельницы, было три корчмы. Прихожанам, за отсутствием собственной церкви, приходилось ходить в соседние волости, ближайшая Евангелическая лютеранская церковь была в Джуксте.
В 1935 году Слампская волость Тукумского уезда имела общую площадь 39.3 км² и 846 жителей. В 1945 году в состав волости входили Слампский и Викселский сельсоветы. После отмены в 1949 году волостного деления Слампский сельсовет входил в состав Тукумского района. К Слампскому сельсовету были присоединены части Межниекского (1960), Лестенского (1975) и Озолпилсского (1977) сельских советов. В свою очередь в 1968 году часть Слампского сельсовета перешла к Дегольскому сельсовету. В 1990 году Слампский сельсовет был реорганизован в Слампскую волость, которая в 2009 году, по окончании латвийской административно-территориальной реформы, вошла в состав созданного Тукумского края.

## Достопримечательности
На территории Слампской волости находится киногородок Синевилла, построенный во время съёмок фильма «Страшное лето» и оставленный в качестве туристического объекта. Ряд охраняемых природных зон волости входят в состав Национального парка Кемери. Есть Музей почты и доступная для осмотра бывшая советская военная база «Zvaigznītes». С архитектурной точки зрения интересны: Слампская железнодорожная станция, Спиргуское поместье и Земгальская средняя школа.